# Письмо из Сибири
«Письмо из Сибири» — французский документальный цветной фильм 1957 года о Сибири. Режиссёр Крис Маркер.

## Содержание
Документальный фильм с комментариями за кадром рассматривает различные темы: сибирскую природу, повседневную жизнь и труд людей на месте, модернизация общества и т. д. и перемежается юморными вставками такими как мультфильм о мамонтах или фальшивая реклама о продаже оленей.

### Сценка в Якутске
- См. эту сценку Архивная копия от 24 января 2021 на Wayback Machine на Ютуб.

Отдельно примечательна короткая сценка менее чем на две минуты: камера показывает на улицах Якутска автобус, рабочих и, наконец, некоего якута — эти кадры показывается три раза подряд, при этом музыка разная (торжественная или мрачная) и закадровый голос каждый раз по-разному и в разном тоне комментирует происходящее, с юмором демонстрируя, что «слова могут заставить изображения говорить всё, что угодно»:
- Прославление социализма: «Якутск, столица Советской Якутии — современный город, где ходят удобные автобусы… вот живописный представитель северных краев».
- Антисоветский тон: «Якутск со зловещей репутацией — мрачный город, где жители теснятся в кроваво-красных автобусах… вот зловещий азиат».
- Нейтральное описание: «Якутск, где современные дома понемногу сменяют тёмные старые кварталы… вот якут».

Режиссёр отметает предполагаемую объективность классических документальных фильмов и с нелицеприятной иронией высмеивает пропаганду в разгар холодной войны. Манипуляция изображением, большая тематика творчества Криса Маркера, ярко предстает здесь во время знаменитого фильма, снятого в городе Якутске, который продолжает очаровывать критиков, аналитиков, ученых и киношников всех мастей.
Оригинальный текст (фр.) Il balaie d’un revers de main l’objectivité prétendue des documentaires classiques et se moque avec une ironie percutante de la propagande qui bat son plein en ces temps de guerre froide. La manipulation de l’image, la grande thématique de l’œuvre de Chris Marker, apparaît ici avec éclat au cours de la célèbre séquence filmée dans la ville de Yakoutsk, qui continue de fasciner les critiques, analystes, universitaires et cinéphiles de tous poils. 
— François Giraud, DVDClassik, 2014

## Съёмочная группа
- продюсер — Анатоль Доман (фр.) — глава кинокомпании «Argos Films», фильм снят при поддержке Общества «Франция-СССР».
- режиссёр Крис Маркер
- оператор Саша Верни
- комментарии за кадром — Жорж Рукье (фр.)
- мультипликация — Аркадий (фр.)
- монтаж — Энн Саррот (фр.)
- музыка — Пьер Барбо (фр.) и Жорж Делерю, также звучит музыка их произведений Шостаковича и Прокофьева.

## Критика
«Письмо из Сибири» Криса Маркера — кинематографическое эссе со многими эксцентричностями… Маркер использует этот часовой документальный фильм как возможность игриво описать Сибирь. Как бы невероятно это ни звучало, мистер Маркер справляется с этим остроумно и хорошо.
Оригинальный текст (англ.)Chris Marker’s Letter From Siberia is a cinematic essay with many eccentricities, and this is only one of them. Mr. Marker, who made this film in 1957 and is now best known for his 1976 The Battle of Chile, uses this hourlong documentary as an opportunity to describe Siberia playfully. Improbable as this may sound, Mr. Marker manages it wittily and well.
— Джанет Мэслин (англ.), кино-и литературный критик газеты «The New York Times», 1982 год

один из самых ранних фильмов-эссе Маркера «письмо из Сибири» (1957), который дает прекрасное введение в его вдумчивый, ироничный стиль…. её стоит посмотреть.
Оригинальный текст (англ.)one of Marker’s earliest essay films, Letter From Siberia (1957), which provides an excellent introduction to his thoughtful, ironic style. .... well worth seeing.
— Джонатан Розенбаум, американский кинокритик, Chicago Reader, 1995 год

Текст и образ еще никогда не были столь взаимодополняющими, столь проницаемыми, столь тесно зависимыми в документальном фильме. Маркер проявляет формальную свободу, которая иногда граничит с наглостью. Усеянный юмором, подмигиваниями, литературными ссылками, словесными и визуальными каламбурами, … фильм перемежается панорамами, которые охватывают всю ностальгическую красоту сибирских пейзажей. Качество обрамления и поэзия некоторых планов высвечивают весь талант оператора.
Оригинальный текст (фр.)Le texte et l’image n’ont encore jamais été aussi complémentaires, aussi perméables, aussi étroitement dépendants dans un documentaire. Marker fait preuve d’une liberté formelle qui frise parfois l’insolence. Parsemé d’humour, de clins d’œil, de références littéraires, de jeux de mots verbaux et visuels...Le film est ponctué de panoramiques qui embrassent toute la beauté nostalgique des paysages sibériens. La qualité des cadrages et la poésie de certains plans font ressortir tout le talent de photographe
— François Giraud, DVDClassik, 2014